# XUXU
XUXU（しゅしゅ）は、ゆき (yuki) 、ゆみ (yumi) 、あすか (asuka) の三人組ヴォイス・パフォーマンス・グループ。
ジャズ、クラシック、ポピュラー音楽、歌謡曲を素材として、世界各国の民族音楽の発声や自分たちが「しゅしゅ語」と名付けたオリジナルのスキャットを駆使し、楽器の音から、暮らしのなかで聞く生活音の真似までをも織り込み、自分たちのアレンジで音づくりをするアカペラユニット（三重唱）。曲目は『スパイ大作戦（のテーマ）』、クラシック、穐吉敏子の『孤軍』からジャズのスタンダード、ビートルズの曲まで多岐にわたる。

## プロフィール
レーベル「ワインデイズ」 (3361*BLACK records) のプロデューサーで、レーベル・オーナーでもある伊藤秀治が構想し、1997年に国立音楽大学の学生を集めて結成、伊藤秀治による長期間の特訓を開始。途中メンバーの変更はあったが、2001年に現在のメンバーとなった。2002年11月に、初のアルバムとしてクラシック、ジャズ、世界の民族音楽（ワールドミュージック）と、まったく異なる3ジャンルで3枚のアルバムを同時にリリースした。2003年にはアルバム『か・れ・は』でジャズ専門誌『スイングジャーナル』（批評・レヴューの雑誌）のゴールドディスクにノミネートされた。
2003年11月3日、NHK-FM の十一時間生放送番組「オールデイ・ジャズ・リクエスト」にスペシャル・ゲストで出演、スタジオ505でおこなわれたスペシャルライヴが約四十分間にわたって生放送された。2004年1月にリリースした『ピアニスツ』は、往年の巨匠ジャズ・ピアニストらによる歴史的名演のスタイルや雰囲気を、しゅしゅ語で再現しようと試み、『スイングジャーナル』2月号が、XUXUをゴールドディスクに選定している。このジャズファン向けCDに続き、2004年6月には『XUXU式なごみサウンド』と銘打って特にポピュラーな選曲で癒し系の曲作りをし、マイク一本のみによるワンポイント録音したCD『ねぇ、』を発表した。テレビ朝日系の『題名のない音楽会』や、テレビ東京の『たけしの誰でもピカソ』などに出演して反響を呼んだ。全曲ビートルズ・ナンバーをカヴァーしたアルバム『ザ・ビー』を2005年1月に発表。ジャズ・ピアニストの山下洋輔は理解者で、「人に聴かせたいと思う存在に久しぶりに出会った」と語って共演にたびたび応じている。
リーダーは、ゆき。

## サウンドの特徴
公式サイトの紹介によれば、音楽作りの大きなテーマは「和（わ）」の「間（ま）」と説明。ジャズのインプロヴィゼーションやジャズ奏法を駆使した四名が独特なコーラスないしヴォイスパフォーマンスを繰り広げる。ジャズのみならず、日本の伝統音楽や琉球音楽（沖縄民謡など）をはじめ、世界各地の民族音楽（いわゆるワールドミュージック）の様式を駆使。

またジャズの世界でよく用いられるスキャット（スキャット - Scat singing、ヴォカリーズ - Vocalese、ラップ - Rappingなど）に日本語のセンスを組み込んでさらに発展させた「しゅしゅ語」を織り込んだア・カペラ（A cappella）で新しい音空間を創り出した。
プロデューサーの伊藤は「XUXUジャンルという新しい音楽表現」による「これまでにない種類のアカペラであり音楽」であると述べている。
また、スイングジャーナル刊『ジャズ読本2005』の「Jazz Vocal 2004 ジャズ・ボーカル新黄金時代」で馬場啓一は、米国ジャズ・ヴォーカル・グループと比較し、「これほど個性的なグループは、世界的規模で見ても、ない」、と述べている。またジャズ評論家の岡崎正通は「（スキャット唱法以上の）発展の可能性がほとんどないと思われていた“声”によるグループ表現に、鮮やかな突破口を開いた」と評し、「『世界にふたつとないユニークなアカペラ・コーラス・グループ』というキャッチ・コピーは、少しも大袈裟ではない」、と述べている（スイングジャーナル2005年2月号）。スイングジャーナル誌上では同誌が毎年行なっている人気投票のボーカルグループ部門で2004年から7年間連続して第1位となった。

## 年譜
- 1997年 ジャズのプロデューサー伊藤秀治が呼びかけ、国立音楽大学在学中の四人が初代「しゅしゅ」を結成。
- 2001年3月 現在のメンバー編成に固定
- 2002年 ライブハウスやクラシックコンサート、屋外のイベントなどで演奏活動を開始。ストリートミュージシャン優秀賞を受賞
- 2002年5月 ファーストアルバム（三枚）のレコーデーィング
- 2002年11月21日 3361*BLACK records が徳間ジャパンコミュニケーションズよりアルバム三枚を同時にリリース
- 2003年9月25日 第二弾アルバム『か・れ・は』をリリース
- 2003年10月 スイングジャーナル11月号（10月20日発売）が『か・れ・は』をゴールドディスクに選定
- 2003年11月3日 NHK-FM の「オールデイ・ジャズ・リクエスト」にゲスト出演
  - 曲目: 『スペイン』、『スパイ大作戦』、『ブルー・モンク』、『ラ・フィエスタ』、『チム・チム・チェリー』『ハッシャバイ』、『サマータイム（初夏バージョン）』、『サマータイム（真夏バージョン）』、『枯葉』、『メモリー』
- 2004年1月21日 第三弾アルバム『ピアニスツ』をリリース
- 2004年1月 スイングジャーナル2月号（1月20日発売）が『ピアニスツ』をゴールドディスクに選定
- 2004年5月5日 「ピアノと声の可能性」というテーマで、NHKのBS-2番組「BSふれあいホール」に山下洋輔とともに出演（ハイヴィジョンで5月19日に再放送）
- 2004年6月23日 第四弾、六枚目のアルバム『ねぇ、』をリリース
- 2004年7月4日 『題名のない音楽会21』（テレビ朝日系ネット）に出演
- 2004年12月10日 『たけしの誰でもピカソ』（製作・テレビ東京、テレビ大阪でも放映）に出演
- 2005年1月26日 ビートルズ・ナンバーをカヴァーした七枚目のアルバム『ザ・ビー』をリリース
- 2005年2月19日 『ザ・ビー』発売記念ライヴ
- 2005年3月5日 山下洋輔のコンサートにゲスト出演
- 2005年4月 スイングジャーナル誌上人気投票ボーカルグループ部門で、2年連続第1位を獲得。
- 2007年6月 フランス「Festival Touches de Jazz」出演、プラハ・ライブ等海外進出を果たす 職員の依頼でバチカン内で即席ライブ
- 2008年6月 ミラノ、ローマ、ドイツ・ケルンなど欧州数都市でも公演
- 2010年3月7日 難民を助ける会主催、加藤タキ〜第1回〜チャリティ・サロンコンサート ゲスト
- 2010年3月14日 『題名のない音楽会』（テレビ朝日系ネット）出演 キャント・バイ・ミー・ラブ、ノルウェーの森を演奏[1]

## ディスコグラフィー
- 2002年11月21日 『クラシック しゅしゅ』 (classic - XUXU) 「ワインデイズ」レーベル（3361*BLACK records）/徳間ジャパンコミュニケーションズ、TKCK-3006
  - 曲目
    1. 夢
    2. くるみ割り人形 全曲（チャイコフスキー：小序曲〜行進曲〜こんぺい糖の踊り〜ロシア舞曲〜アラビアの踊り〜中国の踊り〜あし笛の踊り〜花のワルツ）、夜明け/海と旋律、朝（グリーグ）
    3. 白鳥（サン＝サーンス）
    4. オディエ/タンゲディア
    5. 奇想曲
    6. アヴェ・マリア
- 2002年11月21日 『しゅしゅ's・ジャズ』 (XUXU's jazz) 「ワインデイズ」レーベル (3361*BLACK records) /徳間ジャパンコミュニケーションズ、TKCK-3007
  - 曲目
    1. スパイ大作戦
    2. ラ・フィエスタ（チック・コリア）
    3. ブルー・モンク
    4. ラウンド・ミッドナイト（和風アレンジ）
    5. 孤軍（穐吉敏子）
    6. モーニン
    7. 不思議の国のアリス
    8. 煙が目にしみる
    9. スペイン（チック・コリア）
- 2002年11月21日 『しゅしゅ ワールド』 (XUXU - world) 「ワインデイズ」レーベル (3361*BLACK records) /徳間ジャパンコミュニケーションズ、TKCK-3008
  - 曲目
    1. パタパタ
    2. 愛するデューク （スティーヴィー・ワンダー）
    3. 踊る大捜査線
    4. マルコとジーナのテーマ（映画『紅の豚』より）
    5. クルスキ・ファンク
    6. ア・ソーリン
    7. バラのルンバ
    8. 銀座カンカン娘（沖縄ヴァージョン）
    9. ポエトリー/ビーナス
    10. マイ・ホーム・タウン
- 2003年9月25日 『か・れ・は』 (kareha) 「ワインデイズ」レーベル (3361*BLACK records) /徳間ジャパンコミュニケーションズ、、TKCK-3021
  - 曲目
    1. 枯葉
    2. レフトアローン
    3. チムチムチェリー
    4. ハッシャバイ
    5. サマータイム（初夏ヴァージョン）
    6. サマータイム（真夏ヴァージョン）
    7. カンタロープ・アイランド
    8. メモリー
    9. ピンクパンサー
    10. 時さえ忘れて
    11. ユー・ドント・ノウ・ホワット・ラブ・イズ
- 2004年1月21日 『ピアニスツ』 (pianists / XUXU) 「ワインデイズ」レーベル (3361*BLACK records) /徳間ジャパンコミュニケーションズ、、TKCK-3026
  - 曲目
    1. テイク・ジ・Aトレイン〜サテン・ドール（デューク・エリントン）
    2. 煙が目にしみる（セロニアス・モンク）
    3. イン・ナ・センチメンタル・ムード（ミシェル・ペトルチアーニ）
    4. ボディ・アンド・ソウル〜酒とバラの日々（オスカー・ピーターソン）
    5. 二人でお茶を（アート・テータム）
    6. Bマイナーワルツ（ビル・エヴァンス）
    7. ユー・ドント・ノウ・ホワット・ラブ・イズ（マル・ウォルドロン）
    8. P.S.アイ・ラブ・ユー（ジョージ・シアリング）
    9. ブルース・イン・ジ・アレイ（カウント・ベイシー ピアノヴァージョン）
    10. ソング・オブ・ジ・アイランド（カウント・ベイシー オルガンバージョン）
- 2004年6月23日 『ねぇ、』「ワインデイズ」レーベル (3361*BLACK records) /徳間ジャパンコミュニケーションズ、、TKCK-3031
  - 曲目
    1. テネシー・ワルツ
    2. スマイル
    3. 星に願いを
    4. マイ・フェイバリット・シングス
    5. トロイメライ
    6. エンターティナー
    7. ドゥ・ミー
    8. 素直になれなくて
- 2005年1月26日 『ザ・ビー』(the B) 「ワインデイズ」レーベル (3361*BLACK records) /徳間ジャパンコミュニケーションズ、、TKCK-3037
  - 副題：『XUXUのビートルズ』
曲目
    1. ノルウェーの森
    2. カム・トゥゲザー
    3. ヘイ・ジュード
    4. レット・イット・ビー
    5. イン・マイ・ライフ
    6. フォー・ノー・ワン
    7. キャント・バイ・ミー・ラブ
    8. イエスタデイ
    9. ミッシェル
    10. オブラディ・オブラダ